# Moe Radovich
George Lewis "Moe" Radovich (nacido el 5 de mayo de 1929 en  Crosby, Wyoming y fallecido el 18 de junio de 2004 en Las Vegas, Nevada) fue un jugador y entrenador de baloncesto estadounidense que disputó una temporada en la NBA. Como entrenador, dirigió durante cuatro temporadas a equipos de la NCAA. Con 1,83 metros de estatura, jugaba en la posición de base.

## Trayectoria deportiva

### Universidad
Jugó durante tres temporadas con los Cowboys de la Universidad de Wyoming, siendo elegido en lñas dos últimas en el mejor quinteto de la Skyline Conference. En 1952 fue el máximo reboteador de la conferencia, con 12,9 rebotes por partido.

### Profesional
Fue elegido en la septuagésimo tercera posición del Draft de la NBA de 1952 por Philadelphia Warriors, con los que únicamente disputó cuatro partidos, en los que promedió 3,5 puntos y 2,0 asistencias.

### Entrenador
Tras jugar en los Warriors, fue llamado para cumplir el servicio militar durante la guerra de Corea, donde sufrió una herida en la mano derecha que le impidió seguir jugando. Comenzó como entrenador en el Sheridan Junior College y posteriormente en el de Wayne State, antes de convertirse en asistente de Bill Strannigan en la Universidad de Wyoming, puesto que ocupó durante cinco temporadas.
En 1972 se hizo cargo del banquillo de los Cal State Fullerton Titans, a los que dirigió una temporada, en la que logró 9 victorias y 17 derrotas, y al año siguiente regresó a su alma mater para ser entrenador principal de los Cowboys durante tres temporadas, en las que consiguió 24 victorias y 55 derrotas.

## Estadísticas de su carrera en la NBA

### Temporada regular
| Temporada | Edad | Equipo                | Liga | Pos. | P | TIT | MIN | TC  | TCA | %TC  | 3P | 3PA | %3P | TL  | TLA | %TL   | R.OF. | R.DEF. | REB | ASIS | ROB | TAP | PER | FP  | PTS |
| 1952-53   | 23   | Philadelphia Warriors | NBA  | PG   | 4 |     | 8.3 | 1.3 | 3.3 | .385 |    |     |     | 1.0 | 1.0 | 1.000 |       |        | 0.3 | 2.0  |     |     |     | 1.3 | 3.5 |
| Total     |      |                       | NBA  |      | 4 |     | 8.3 | 1.3 | 3.3 | .385 |    |     |     | 1.0 | 1.0 | 1.000 |       |        | 0.3 | 2.0  |     |     |     | 1.3 | 3.5 |